# 톈좡좡

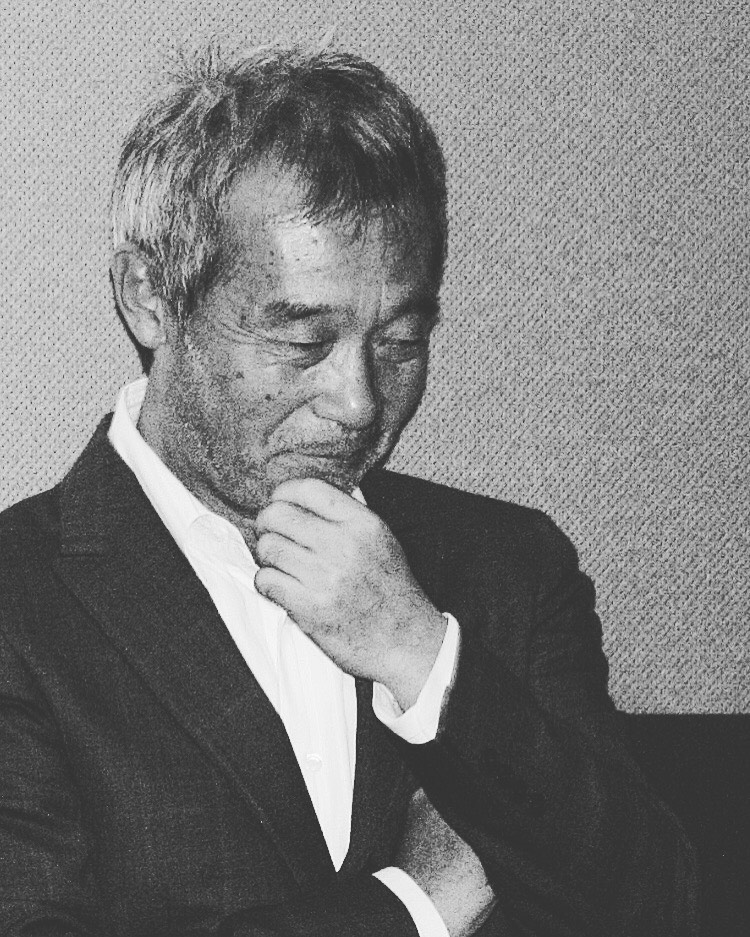
톈좡좡

톈좡좡(중국어 간체자: 田壮壮, 정체자: 田壯壯, 병음: Tián Zhuàngzhuàng, 1952년 4월 23일 베이징 ~ )은 중국의 영화 감독이다. 대표적인 작품으로 《사냥터에서》, 《말도둑》, 《푸른 연》등이 있다.
부모는 모두 배우로, 특히 어머니는 현대 아동 영화 제작 소장을 맡고 있을 정도로 영향력이 큰 인물이다. 톈좡좡은 문화 대혁명 기간 중인 1968년에 지린성에서 하방 운동을 하였으며 이듬해에 군에 입대하였다. 군대에 복무하며 그는 몇 편의 농업 다큐멘터리에서 촬영 조수로 견습을 했으며 군 제대 후에는 1978년에 다시 문을 연 베이징 영화 학원에 입학해 연출을 공부했다. 졸업한 후 베이징 영화 제작소에 입사해 아동 영화 《붉은 코끼리》(1983)를 내놓았다.
1984년 춘밍 스튜디오로 옮긴 톈좡좡은 《9월》을 공동 연출한 뒤, 자신의 첫 작품인 《사냥터에서》(1985)와 《말도둑》(1986)을 잇달아 내놓았다. 주로 중국에서 잘 다루어 지지 않던 소수 민족의 이야기를 다뤄 주목을 받는다. 중국의 역사를 담담하게 그리면서도 신랄하게 비판하고 있는《푸른 연》(1993)은 자국에서는 상영 금지를 당했으나 해외의 국제 영화제에서 호평을 받았다.

## 주요 작품

### 감독
- 《붉은 코끼리》(1982년)
- 《9월》 (1984년)
- 《수렵지에서》 (1985년)
- 《말도둑》 (1986년)
- 《민요가수》 (1987년)
- 《로큰롤 청년》 (1988년)
- 《비법생명》 (1989년)
- 《대태감 리리안잉》 (1991년)
- 《푸른 연》 (1993년)
- 《작은 마을의 봄》 (2002년)
- 《더라무》 (2004년)
- 《기성 오청원》 (2006년)
- 《낭재기》 (2009년)
- 《양귀비 : 왕조의 여인》 (2015년)

### 배우
- 《어른이 되다》 (1997년)
- 《상애상친》 (2017년)
- 《후래적아문》 (2018년)

## 같이 보기
- 중국 영화

## 참조
1. ↑  톈좡좡(田壯壯) Tien Zhuangzhuang